# 卡梅伦·卡尔
卡梅伦·卡尔（英語：Cameron Carr，1977年8月13日—），澳大利亚男子轮椅橄榄球运动员。他曾代表澳大利亚参加2008年、2012年和2016年夏季残疾人奥林匹克运动会轮椅橄榄球比赛，获得二枚金牌和一枚银牌。